# Privina Glava
Privina Glava (cyr. Привина Глава) – wieś w Serbii, w Wojwodinie, w okręgu sremskim, w gminie Šid. W 2011 roku liczyła 186 mieszkańców.